# Mojo (singolo)
Mojo è il decimo album in studio del cantautore italiano Alex Britti, pubblicato nel luglio 2022.
Si tratta del primo album totalmente strumentale, uscito solo sulle piattaforme in streaming.

## Tracce
Musiche di Alex Britti.
Lato A
1. S_funk – 3:23
2. Sotto il cielo di Amsterdam – 4:08
3. Insomnia – 4:08
4. Dolce Sveva – 4:21
5. Il treno per Roma – 5:47

Durata totale: 21:47
Lato B
1. West & Co – 3:25
2. Tuscany – 4:24
3. Respiro – 4:39
4. Mojo – 5:08
5. Adrenalina – 3:04

Durata totale: 20:40

## Musicisti
1. S_funk
  - Alex Britti - voce, chitarra, basso, programmazione batteria e tastiere
  - Stefano Sastro - tastiere
2. Sotto il cielo di Amsterdam
  - Alex Britti - chitarra, basso
  - Giulio Rocca - batteria
  - Stefano Sastro - pianoforte, tastiere
3. Insomnia
  - Alex Britti - chitarra, basso
  - Joel Taylor - batteria
  - Stefano Sastro - Fender Rhodes, tastiere
4. Dolce Sveva
  - Alex Britti - chitarra, basso
  - Joel Taylor - batteria
  - Stefano Sastro - tastiere
5. Il treno per Roma
  - Alex Britti - chitarra
  - Emanuele Brignola - basso
  - Mike Terrana - batteria
  - Michele Papadia - Fender Rhodes, Hammond
6. West & Co
  - Alex Britti - chitarra, basso, tastiere
  - Mike Terrana - batteria
7. Tuscany
  - Alex Britti - chitarra, programmazione basso batteria tastiere
  - Stefano Sastro - tastiere
8. Respiro
  - Alex Britti - chitarra
  - Joel Taylor - batteria
  - Emanuele Brignola - basso
  - Alex Alessandroni - Fender Rhodes, tastiere
9. Mojo
  - Alex Britti - chitarra, programmazione basso tastiere
  - Mike Terrana - batteria
10. Adrenalina
  - Alex Britti - chitarra, basso
  - Giulio Rocca - batteria
  - Michele Papadia - Hammond